# Střelecké knížectví
Střelecké knížectví (polsky Księstwo strzeleckie; německy Herzogtum Strehlitz) bylo součástí Opolského knížectví letech v 1313 až 1460. Od roku 1327 se jednalo o léno Českého království.

## Historie

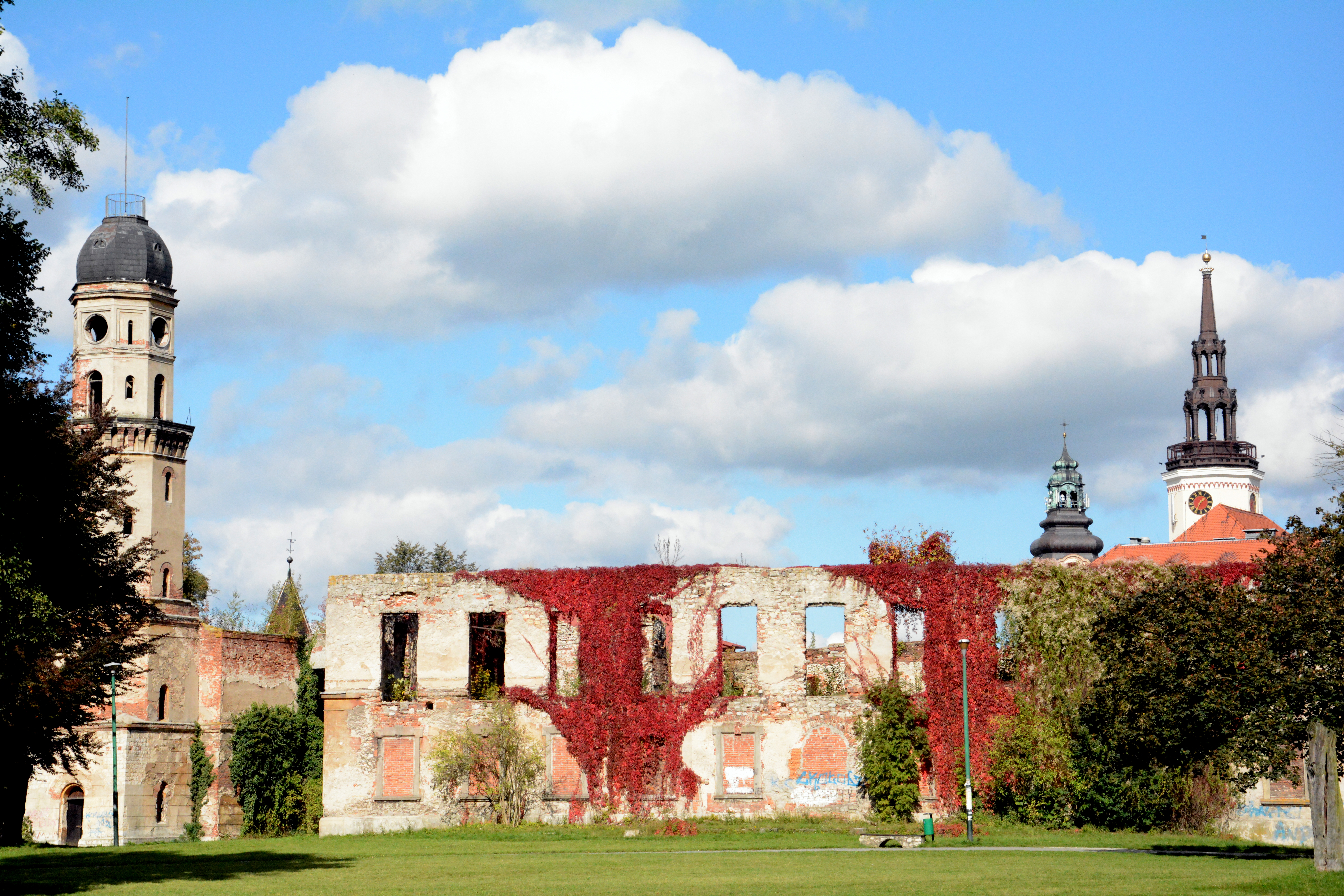
Zřícenina zámku Střelice

Střelecké knížectví vzniklo v roce 1313 po smrti vévody Boleslava I. Opolského v důsledku rozdělení knížectví mezi jeho tři syny. Nově vytvořené knížectví střelecké připadlo nejmladšímu synovi Albertovi Střeleckému, který byl zpočátku pod vedením svého nejstaršího bratra Bolka von Falkenberga. Jeho bratr stejného jména Boleslav II. Opolský zdědil Opolské knížectví. Velikost Opolského knížectví byla zmenšena oblastmi Strehlitz a Falkenberg. V roce 1327 se stalo Střelecké knížectví součástí Českého království, jako ostatní Slezská knížectví byl nárok českého krále uznán v roce 1335 Trenčianskou smlouvou. Po smrtí Alberta Střeleckého, který neměl potomky, získal knížectví jeho synovec Boleslav III. Opolský, který byl střelecký a opolský kníže. Následně vládli v knížectví jeho synové Boleslav IV. Opolský a Bernhard Falkenberský. Smrti Boleslava V. Heretika v roce 1460 se knížectví opětovně spojilo s knížectvím opolským. Po smrti bezdětného knížete Jana II. Opolského v roce 1532 se stalo majetkem českého království jako odumřelé léno.

## Střelecká knížata

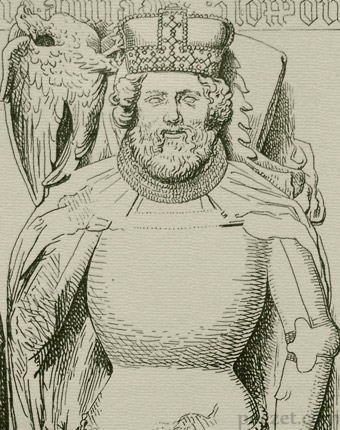
Boleslav III. na náhrobku

- Albert Střelecký
- Boleslav III. Opolský
- Boleslav IV. Opolský
- Bernard Falkenberský
- Boleslav V. Heretik